# Макколлсбург (Айова)
Макколлсбург (англ. McCallsburg) — місто (англ. city) в США, в окрузі Сторі штату Айова. Населення — 353 особи (2020).

## Географія
Макколлсбург розташований за координатами 42°9′55″ пн. ш. 93°23′27″ зх. д. / 42.16528° пн. ш. 93.39083° зх. д. (42.165285, -93.390754).  За даними Бюро перепису населення США в 2010 році місто мало площу 1,37 км², уся площа — суходіл. В 2017 році площа становила 1,20 км², уся площа — суходіл.

## Демографія
Згідно з переписом 2010 року, у місті мешкали 333 особи в 131 домогосподарстві у складі 89 родин. Густота населення становила 242 особи/км².  Було 148 помешкань (108/км²).
Расовий склад населення:
| - 97,6 % — білих - 0,6 % — чорних або афроамериканців |

До двох чи більше рас належало 1,8 %. Частка іспаномовних становила 1,2 % від усіх жителів.
За віковим діапазоном населення розподілялося таким чином: 29,4 % — особи молодші 18 років, 58,6 % — особи у віці 18—64 років, 12,0 % — особи у віці 65 років та старші. Медіана віку мешканця становила 34,9 року. На 100 осіб жіночої статі у місті припадало 105,6 чоловіків;  на 100 жінок у віці від 18 років та старших — 100,9 чоловіків також старших 18 років.
Середній дохід на одне домашнє господарство  становив 53 884 долари США (медіана — 44 375), а середній дохід на одну сім'ю — 65 292 долари (медіана — 50 469). Медіана доходів становила 41 667 доларів для чоловіків та 33 500 доларів для жінок. За межею бідності перебувало 23,0 % осіб, у тому числі 35,8 % дітей у віці до 18 років та 7,7 % осіб у віці 65 років та старших.
Цивільне працевлаштоване населення становило 159 осіб. Основні галузі зайнятості: виробництво — 20,8 %, освіта, охорона здоров'я та соціальна допомога — 18,9 %, будівництво — 11,3 %, роздрібна торгівля — 9,4 %.